# 藤田正義
藤田 正義（ふじた まさよし、1895年（明治28年）2月18日 - 没年不明）は、大正から昭和時代前期の拓務官僚、台湾総督府官僚。台中市長。

## 経歴・人物
茨城県久慈郡袋田村大字袋田（現・大子町大字袋田）に生まれる。1913年（大正2年）台北中学会を卒業し、独学の末、1915年（大正4年）5月に普通試験に合格した。1916年（大正5年）3月、台湾総督府属となり、1921年（大正10年）拓殖局第二課主任に転じ、樺太やシベリアなどの視察を経て、1923年（大正12年）5月、高等試験予備試験に合格。1925年（大正14年）8月、会計検査院書記となり、同年10月、台湾総督府中央研究所属庶務課会計係長となる。
1928年（昭和3年）8月、財務局予算総括主任に転じ、1932年（昭和7年）4月、地方理事官に進み、台中州南投郡守に就任。ついで台東庁庶務課長、東部開発調査委員会幹事を経て、1938年（昭和13年）10月、台南州新豊郡守に就任したのち、台中市長を務めた。1943年（昭和18年）1月、退官する。